# یاشار سلطانی
یاشار سلطانی روزنامه‌نگار تحقیقی و مستقل ایرانی با گرایش سیاسی اصلاح‌طلب و مدیرمسئولِ وبگاه معماری‌نیوز است. یاشار سلطانی بعد از رسانه‌ای کردن اسناد مربوط به جنجال خانه‌های نجومی و ادعای سوءاستفاده شهرداری تهران از پارک لویزان در جریان مراسم عروسی دختر قالیباف بازداشت شد. در پی این بازداشت وبگاه معماری‌نیوز فیلتر شد. وی پس از تحمل چند ماه در زندان در ۹ مهر ۱۴۰۳ آزاد شد.

## زندگی سیاسی
او در فروردین ۱۳۹۶ در انتخابات شورای شهر تهران ثبت‌نام کرد و تأیید صلاحیت شد. وی همچنین در اوایل فروردین ۱۴۰۳ مطالبی پیرامون نقل و انتقال زمین در منطقه ازگل تهران و حوزه علمیه امام خمینی منتشر کرد.

## اسناد افشا شده و بازداشت
معماری‌نیوز تصویری از یک نامهٔ سازمان بازرسی را منتشر کرد که در آن شهرداری تهران به «ارتشا، اختلاس و کلاهبرداری» و تضییع اموال عمومی به مبلغ ۲٬۲۰۰ میلیارد تومان متهم شده بود. پس از انتشار این مدارک و واکنش‌های گسترده اعلام شد که محمدباقر قالیباف و مهدی چمران، شهردار و رئیس شورای شهر تهران، از یاشار سلطانی شکایت کرده‌اند. هرچند این دو بعداً مدعی شدند که از سلطانی شکایتی نکرده‌اند.
یاشار سلطانی پیش از بازداشت دربارهٔ هدف سایت معماری نیوز گفته بود: «یک هدف بیشتر نداشتیم و آن هم این که هزینهٔ تخلف را بالا ببریم.»
بنا بر گفتهٔ وکلای یاشار سلطانی او بنا بر سه شکایت به دادگاه احضار شده است:
1. شکایت ادارهٔ حقوقی شهرداری تهران مبنی بر نشر اکاذیب با انتشار «خبر قرق پارک لویزان برای مراسم عروسی دختر آقای محمد باقر قالیباف».
2. شکایت معاونت قضایی شورای شهر تهران مبنی بر نشر اکاذیب با انتشار «خبر انتصاب پسر آقای مهدی چمران در معاونت شهرسازی شرکت نوسازی عباس‌آباد».
3. نامهٔ محمد باقر قالیباف به دادستان تهران در خصوص انتشار «گزارش سازمان بازرسی کل کشور در خصوص نحوهٔ واگذاری املاک شهرداری تهران»[۱۲][۱۳]

خاقانی مسئول و رئیس سرپرست کارگروه تحقیق و تفحص از شهرداری در بازرسی کل کشور در تماس تلفنی به سلطانی گفته است آیا این مطالب محرمانه بوده است یا خیر، که در جواب سؤال سلطانی گفته در هیچ جای این نامه‌ها مهر محرمانه نخورده است، از این رو این مطالب به هیچ وجه محرمانه نبوده است.
سلطانی ۲۷ شهریور به دادسرای فرهنگ و رسانه احضار شد و از آن جا که وثیقهٔ ۲۰۰ میلیون تومانی تعیین شده را نداشت بازداشت شد. در تاریخ ۶ آبان ۱۳۹۵، محمدجعفر منتظری دادستان کل ایران در یک مصاحبهٔ تلویزیونی دربارهٔ پرونده واگذاری املاک شهرداری از «تخلف قطعی» در این نهاد خبر داده و گفت که در مجموع ۴۵ نفر «خارج از ضابطهٔ قانونی» از شهرداری ملک گرفته‌اند که این املاک باید بازگردانده شود. آقای منتظری اعلام کرد به این افراد «بیش از آنچه باید» تخفیف داده شده است.

### بازخوردها به بازداشت
بیش از ۷۰۱ روزنامه‌نگار و خبرنگار از ده‌ها نشریه و خبرگزاری در نامه‌ای در اول آبان ۱۳۹۵ ضمن حمایت از سردبیر سایت معماری‌نیوز از قوهٔ قضائیه درخواست کردند یاشار سلطانی آزاد شود. همچنین چهل تشکل دانشجویی در بیانیه‌ای مشترک دستگیری یاشار سلطانی را محکوم کرده و و خواهان آزادی او شدند. علی مطهری نایب رئیس مجلس شورای اسلامی نیز ضمن انتقاد از دستگیری او، خواستار آزادی او شد. الیاس حضرتی نمایندهٔ تهران در مجلس شورای اسلامی دربارهٔ سردبیر معماری نیوز گفته است که هنوز برایم غیرقابل حل باقیمانده که چرا با یاشار سلطانی که در سایت خود اقدام به افشاگری کرده، اینطور برخورد شده است، چراکه حتی اگر تخلفی هم مرتکب شده باشد، باید در دادگاه رسانه مورد بازخواست قانونی قرار گیرد. رحمت‌الله حافظی عضو شورای شهر تهران از بازداشت یاشار سلطانی اظهار تأثر کرد و طرح شکایت از سوی شهرداری تهران و رئیس شورای شهر از یاشار سلطانی را به جای تشکیل سریع تیم تحقیق و تفحص، قابل تأمل دانست.
احمد مسجد جامعی نیز با حضور در منزل سلطانی در شب عید غدیر با خانوادهٔ او دیدار کرد. حسن عباسی با حضور در خانهٔ یاشار سلطانی از خانوادهٔ او دلجویی کرد و کاری که سلطانی انجام داده را مصداق امر به معروف و نهی از دانست.
در ۴ آبان عباس جعفری دولت‌آبادی دادستان تهران، در حالی که هنوز برای سلطانی دادگاهی برگزار نشده اعلام کرد که «سوء نیت خاص» یاشار سلطانی «محرز» است و احمد حکیمی‌پور عضو شورای شهر تهران اسناد سازمان بازرسی دربارهٔ تخلفات شهرداری تهران را در اختیار او گذاشته است.
در ۹ آبان ۱۳۹۵ در نامه‌ای به رئیس قوهٔ قضاییه، ۱۴ عضو شورا شهر تهران اعلام کردند هیچ شکایتی از سایت معماری‌نیوز و مدیرمسئول آن - یاشار سلطانی - ندارند و خواستار آزادی او شدند.
در ۶ مهر ۱۳۹۵ در یکی از نشست‌های شورای شهر تهران، ابوالفضل قناعتی، عضو هیئت رئیسهٔ این شورا در واکنش به افشای جنجال خانه‌های نجومی گفت: کسی که این حرف‌ها را منتشر کرده یک هفته خواهرش دست داعش باشد تا بفهمد. رضا تقی‌پور عضو اصولگرای شورای شهر و سخنگوی شورای شهر نیز در ادامه گفت: به همه تذکر می‌دهم اگر قرار است آبرو ببرند، برای هیچ‌کس آبرویی نمی‌ماند!. انتشار فایل صوتی این سخنان در فضای مجازی و رسانه‌ها خود جنجالی تازه آفرید. ابوالفضل قناعتی با وجود انتشار فایل صوتی، انتساب جمله‌ای دربارهٔ خواهر یاشار سلطانی به خود را تکذیب کرد و مدعی تحریف اظهاراتش شد.

### آزادی
در ۲۲ آبان ۱۳۹۵ دادستان تهران اعلام کرد که با تکمیل پروندهٔ یاشار سلطانی، او با تبدیل قرار تأمین آزاد شده است.

## محکومیت سال ۱۴۰۳
به گزارش منابع خبری در ۳ بهمن ۱۳۹۷ یاشار سلطانی به پنج سال حبس محکوم شد. «اتهامات یاشار سلطانی شامل 'جمع‌آوری و انتشار اطلاعات طبقه‌بندی شده مربوط به سازمان بازرسی کشور'، 'نشر مطالب خلاف واقع به قصد تشویش اذهان عمومی'، 'افترا نسبت به شرکت عمران تکلار' و 'تهدید نسبت به شرکت عمران تکلار' است.». افزون بر آن او به مدت ۲ سال هم از عضویت در احزاب، گروه‌ها، دسته جات سیاسی، فعالیت در فضای مجازی و رسانه‌ها و مطبوعات و خروج از کشور محروم شده است.
وکیل او گفته است که پرونده مربوط به اتهام «جمع‌آوری و انتشار اطلاعات طبقه‌بندی شده مربوط به سازمان بازرسی کشور» مفتوح است و هنوز رایی در این باره صادر نشده است.
سلطانی پیش از انتخابات ریاست‌جمهوری ایران (۱۴۰۳) بنا به گزارش مرکز رسانه ای قوه قضائیه، در پرونده‌ای که ۱۷ شاکی دارد، پس از تجدید نظرخواهی و رای نهایی و قطعی دادگاه به اتهام نشر اکاذیب به قصد تشویش اذهان عمومی (یازده فقره)، به یک سال و دو ماه حبس تعزیری محکوم و راهی زندان اوین شد. پور محمدی یکی از کاندیداهای ریاست جمهوری در اشاره به بازداشت سلطانی خطاب به قالیباف چنین گفت: یکی از ارکان شفاف‌سازی آزادی تبادل اطلاعات است. کارگزار، فعال و میدان‌دار این شفافیت رسانه‌ها و خبرنگاران است. اگر می‌خواهم مدعی مبارزه با فساد باشم، باید شفاف عمل کنیم و به مردم گزارش دهیم و گزارشگران را احترام بگذاریم و آزادی بدهیم.
سلطانی در تاریخ ۹ مهر ۱۴۰۳ مشمول حکم عفو رهبری، با انتشار پستی در شبکه ایکس (توییتر سابق) خبر از آزادی خود داد.